# Edmond Decottignies
Edmond Decottignies   (Comines, 3 de desembre de 1893 - Comines, 3 de juny de 1963) fou un aixecador francès que va competir a començaments del segle xx.
De ben jove ja demostrà les seves qualitats com a aixecador i el 1913 ja va prendre part al Campionat d'Europa de Niça. El 1921, 1923 i 1924 es proclamà campió de França.
El 1924 va prendre part en els Jocs Olímpics de París, on disputà la prova del pes lleuger, per a aixecadors amb un pes inferior a 67,5 kg, del programa d'halterofília. En ella guanyà la medalla d'or, per davant l'austríac Anton Zwerina.